# Roberto Galia
Roberto Galia (Trapani, Provincia de Trapani, Italia, 16 de marzo de 1963) es un exfutbolista y director técnico italiano. Se desempeñaba en la posición de defensa.

## Selección nacional
Fue internacional con la selección de fútbol de Italia en 3 ocasiones. Debutó el 31 de mayo de 1992, en un encuentro amistoso ante la selección de Portugal que finalizó con marcador de 0-0.

### Participaciones en Eurocopas
| Eurocopa                | Sede          | Resultado |
| ----------------------- | ------------- | --------- |
| Eurocopa Sub-21 de 1984 | Sin sede fija | Semifinal |

## Clubes

### Como futbolista
| Club            | País   | Año       |
| --------------- | ------ | --------- |
| Calcio Como     | Italia | 1980-1983 |
| U. C. Sampdoria | Italia | 1983-1986 |
| Hellas Verona   | Italia | 1986-1988 |
| Juventus F. C.  | Italia | 1988-1994 |
| Ascoli Calcio   | Italia | 1994-1995 |
| Calcio Como     | Italia | 1995-1997 |

### Como entrenador
| Club          | País   | Año           |
| ------------- | ------ | ------------- |
| Calcio Como   | Italia | 2004          |
| F. C. Chiasso | Suiza  | 2004-2006     |
| Pro Vercelli  | Italia | 2007          |
| S. C. Turate  | Italia | 2007-2008     |
| Atlético Erba | Italia | 2010-presente |

## Palmarés

### Como futbolista

#### Campeonatos nacionales
| Título      | Club            | País   | Año     |
| ----------- | --------------- | ------ | ------- |
| Copa Italia | U. C. Sampdoria | Italia | 1984-85 |
| Copa Italia | Juventus F. C.  | Italia | 1989-90 |

#### Copas internacionales
| Título          | Club           | País   | Año     |
| --------------- | -------------- | ------ | ------- |
| Copa de la UEFA | Juventus F. C. | Italia | 1989-90 |
| Copa de la UEFA | Juventus F. C. | Italia | 1992-93 |